# Unihockey Mittelland
Unihockey Mittelland (UM) ist ein Schweizer Unihockeyverein aus der Region von Olten und Zofingen. Die erste Mannschaft von Unihockey Mittelland spielt in der 1. Liga Grossfeld.

## Geschichte

### Erste Jahre

#### Fusion
Der Verein Unihockey Mittelland entstand durch die Fusion der damaligen Clubs UHC Zofingen und UHC StaWi Olten am 1. Mai 2010. Die Vorarbeiten dauerten rund zwei Jahre. Durch die Fusion der beiden Vereine konnte der neue Verein mit der ersten Mannschaft direkt in der 1. Liga Grossfeld starten, da der UHC StaWi Olten die Saison 2009/2010 in der 1. Liga Grossfeld gespielt und die Klasse hatte halten können.

#### 1. Liga Grossfeld
Nach 17 Siegen in 18 Spielen konnte der neu gegründete Verein von der 1. Liga Grossfeld in die zweithöchste Spielklasse, die Nationalliga B, aufsteigen.

### Nationalliga

#### Nationalliga B
Bereits in der ersten Saison in der Nationalliga B konnte der Verein für Aufsehen sorgen. Nach der Hälfte der Saison 2011/12 stand UM an der ersten Position der Tabelle. Nach neun weiteren Partien stand UM noch immer auf dem ersten Rang, konnte sich diesen aber nur dank den besseren Torverhältnissen sichern und den UHC Thun auf den zweiten Rang verdrängen. In den Spielen um den Aufstieg zur damaligen Swiss Mobiliar League konnte sich UM gegen Zug United durchsetzen und qualifizierte sich erfolgreich für die höchste Spielklasse.

#### Swiss Mobiliar League
Während der Saison 2012/13 spielte die Herrenmannschaft von Unihockey Mittelland in der Nationalliga A. In der ersten Saison erreichte UM den neunten Schlussrang. In den Playouts unterlag die Mannschaft dem UHC Uster und musste in die Auf- und Abstiegsplayouts gegen den Zweitligisten Zug United. Diese Serie konnten die Herren mit 3:1 für sich entscheiden. In der zweiten Saison konnten sie nicht an die Leistungen der Vorsaison anknüpfen und schlossen die Hauptrunde auf dem letzten Tabellenrang ab. In den darauffolgenden Playouts unterlagen sie dem UHC Grünenmatt deutlich.

#### Fall in die 1. Liga
Die Auf- und Abstiegsplayoffs verliefen gegen ein stark aufspielendes Thun nicht wie gewünscht. In den sieben Playoff-Partien musste sich Unihockey Mittelland vier Mal geschlagen geben. Folglich stieg UM in die Nationalliga B ab. Die zahlreichen Abgänge an Spielern und Staff schwächten die Mannschaft erheblich. In den ersten beiden Saisons konnte Unihockey Mittelland die Saison jedoch stets in der oberen Tabellenhälfte beenden. In der Saison 2016/17 konnte die Equipe aus der Region Olten nur einen Sieg nach 60 Minuten feiern. Mit nur 12 Punkten schloss UM die Saison auf dem letzten Rang ab. Nach der Qualifikation gab der Verein bekannt, dass man sich vom langjährigen Trainer Renato Wyss trennen werde. Als Nachfolger wurde der U21-Trainer Michel Bieri ernannt. Die Playouts gingen gegen Unihockey Fribourg verloren, und man stieg in die 1. Liga Grossfeld ab.

### Wiederaufbau in der 1. Liga
Nach dem Abstieg aus der NLB gab es einen Wechsel im Präsidium von Unihockey Mittelland. Neu übernahmen Markus Meier und Tobias Schalk gemeinsam die Vereinsführung. Die erste Saison in der 1. Liga schloss UM mit 22 Punkten auf dem 8. Rang ab. Im Playoff-Viertelfinal scheiterte man mit 0:2 (2:6, 4:6) gegen Qualifikationssieger Eggiwil. Cheftrainer Michel Bieri verliess nach der Saison den Verein.
Auf die Saison 2018/19 übernahm Björn Karlen die Mannschaft als Cheftrainer. Unter ihm erreichte UM zweimal die Playoffs (einmal Covid-bedingter Saisonabbruch). Doch auch unter seiner Führung konnte UM nie in einen Playoff-Halbfinal vorstossen. Nach drei Jahren verliess Karlen Unihockey Mittelland.
2021/22 kehrte Roman Pass als Spielertrainer zu UM zurück. Die Mannschaft erreichte in der Qualifikation den 7. Platz und schied wie bereits in den Vorjahren im Playoff-Viertelfinal aus (7:6, 5:7, 4:6 gegen Lok Reinach). Pass verliess UM nach einer Saison.
Nach dem knappen Ausscheiden im Playoff-Viertelfinal übernahm Samuel Schneiter die Mannschaft. Wie zuvor Pass hatte auch Schneiter die Funktion des Spielertrainers inne. Neben ihm stiessen mehrere Spieler zu UM. Mit verstärktem Kader erreichte man den zweiten Platz in der Qualifikation. Im Playoff-Viertelfinal schlug UM Black Creek Schwarzenbach mit 2:0 (5:0, 2:1) und stiess damit erstmals seit dem Abstieg in die 1. Liga in einen Playoff-Halbfinal vor. In dieser Serie bezwang Unihockey Mittelland Schüpbach mit 2:1 (6:4, 4:7, 9:5). Erst im Playoff-Final unterlag man dem Qualifikationssieger Limmattal mit 0:3 (2:6, 3:4 n. P., 2:4).

## Stadion
Die Mannschaften von Unihockey Mittelland tragen deren Heimspiele nach Möglichkeit in der Giroud Olma in Olten aus.